# طلعت زکریا
طلعت زکریا محمد یوسف (زادهٔ ۱۸ دسامبر ۱۹۶۰ در اسکندریه - ۸ اکتبر ۲۰۱۹) بازیگر نقش‌های کمدی اهل کشور مصر بود. وی فارغ‌التحصیل از آکادمی هنر مصر بود. این هنرمند در فیلم‌ها نقش‌های کوچکی را بازی می‌کرد تا اینکه در فیلمی نقش اصلی مقابل یاسمین عبدالعزیز به وی واگذار شد. بازی در این فیلم او را به بازیگری بزرگ در سینمای مصر تبدیل کرد.

## زندگی حرفه‌ای
در سال ۲۰۰۵، زکریا اولین نقش اصلی خود را در فیلم هاها و توفاه با بازیگر مشهور مصری یاسمین عبدالعزیز بازی کرد.

## درگذشت
زکریا در ۸ اکتبر ۲۰۱۹ در اثر سکته مغزی در ۵۸ سالگی درگذشت.